# Jacob Philipp Hackert

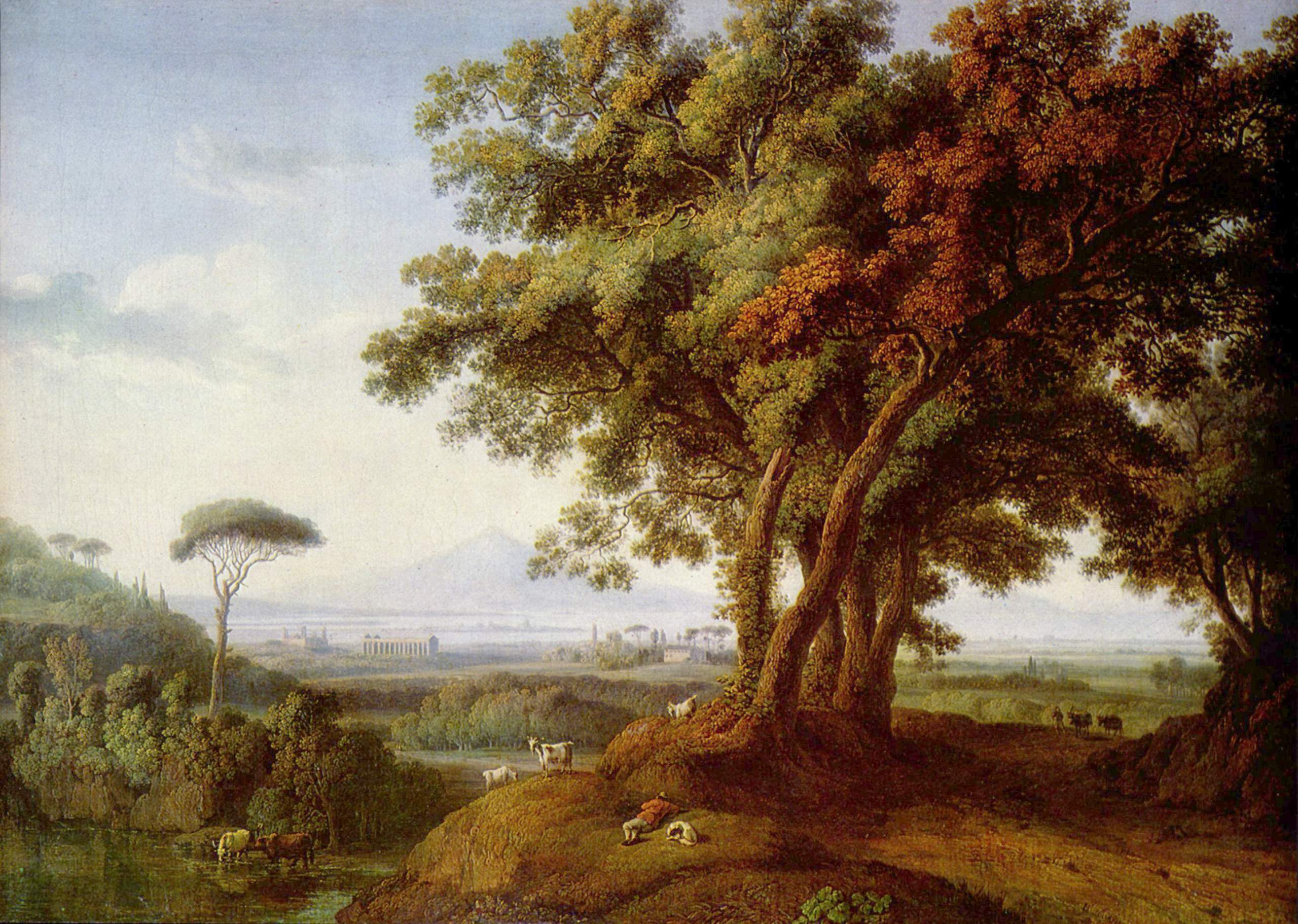
Paisagem italiana, 1778.

Jacob Philipp Hackert (Prenzlau, 15 de setembro de 1737 –28 de abril de 1807 em San Piero di Careggio, próximo de Florença) foi um pintor de paisagens alemão.
Estabeleceu-se em Roma em 1768 e passou lá boa parte de sua vida profissional, bem como em Tivoli. Um de seus irmãos, Johann Gottlieb Hackert, também era pintor de paisagens.
Johann Wolfgang von Goethe foi amigo de Hackert, a quem conheceu em 1787 durante uma estadia na Itália e do qual tornou-se aluno de desenho. Goethe escreveu a biografia do pintor, a qual foi publicada em 1811.